# Anatoli Koedrjavitski

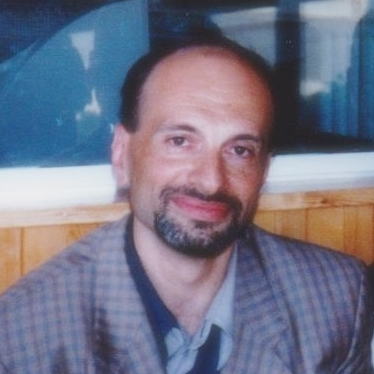
Anatoli Koedrjavitski

Anatoli Isajevitsj Koedrjavitski (Russisch: Анатолий Исаевич Кудрявицкий; Engels: Anatoly Kudryavitsky) (Moskou, 17 augustus 1954) is een Russisch en Iers dichter. Hij is tweetalige dichter: hij heeft zowel in het Russisch als in het Engels gedichten geschreven. 
Tijdens de periode van de Sovjet-Unie mocht zijn werk van 1978 tot 1989 niet worden gepubliceerd. Nadien zijn er zeven boeken met zijn gedichten gepubliceerd, ook in Rusland. Zijn gedichten zijn vertaald in twaalf andere talen. Hij emigreerde naar Ierland in 1999. Hij woont in Dublin.
Zijn gedicht gewijd aan de slachtoffers van de MH17 catastrofe is gepubliceerd in het Engels en ook in Duitse vertaling.

## Werken
Romans:
- «Истории из жизни сыщика Мыллса» (Verhalen uit het leven van de Inspecteur Mylls, Moscou, Zakharov Books, 2008) ISBN 978-5-8159-0875-8
- «Парад зеркал и отражений» (Een optocht van de spiegels en reflecties, Moscou, Deti Ra, 2009)
- «Летучий голландец» (De Vliegende Hollander, Moscou, Text Publishers, 2013) ISBN 978-5-7516-1178-1
- «Игра теней в бессолнечный день» ("Schaduwspel op een zonloze dag"). Text Publishers, Moscou, 2014 ISBN 978-5-7516-1232-0

Novella:
- «Путешествие улитки в центр раковины» (Een reis van een slak aan het centrum van de slakkenhuis, Moscou, Deti Ra, 2010)
- «Русский кошмар» (Russische nachtmerrie, Moscou, Okno, 2011)

Korte verhalen:
- «Поездка в Где-нас-нет» (Een reis in een onontgonnen terrein, Elephant Publishing, New Jersey, VS, 2011) ISBN 978-1-257-68299-7

Boeken van gedichten:
- «Осенний корабль» (Herfstmaaltijd schip, 1991)
- «Запечатаные послания» (Verzegeld berichten, 1992)
- «Звезды и звуки» (Sterren en geluiden, 1993)
- «В белом огне ожиданья» (In de witte vlam van het wachten, 1994)
- «Поле вечных историй» (Gebied van de eeuwige verhalen, 1996)
- «Граффити» (Graffiti, 1998)
- «Книга для посетителей» ("Gastenboek", 2001)
- «Shadow of Time» (Goldsmith Press, Ierland, 2005)
- «A Night in the Nabokov Hotel: 20 Contemporary Poets from Russia» (Dedalus Press, Ierland, 2006)
- «Morning at Mount Ring: Haiku and Senryu» (Doghouse Books, Ierland, 2007)
- «Capering Moons: Haiku and Senryu» (Doghouse Books, Ierland, 2011)
- «Ветер зеленых звезд» (Wind groene sterren. Nieuwe en uitverkoren gedichten). Moscou, DOOS, 2015. ISBN 978-5-9906507-5-6
- «Horizon: Haiku and Related Poems» (Red Moon Press, Verenigde Staten, 2016). ISBN 978-1-936848-66-9